# Jim Clark (monteur)
Pour les articles homonymes, voir Jim Clark (homonymie) et Clark.
Jim Clark, né le 24 mai 1931 à Boston dans le Lincolnshire, et mort le 25 février 2016, est un monteur et réalisateur britannique.
On le trouve au générique de la plupart des films de John Schlesinger, mais il a connu également une carrière américaine notable. Il a obtenu l'oscar du meilleur montage pour La Déchirure.

## Filmographie sélective
- 1960 : Un cadeau pour le patron (Surprise Package) de Stanley Donen
- 1960 : Ailleurs l'herbe est plus verte
- 1962 : Le Verdict
- 1963 : Charade
- 1964 : Le Mangeur de citrouilles (The Pumpkin Eater) de Jack Clayton
- 1972 : Une belle tigresse (Zee and Co.), de Brian G. Hutton
- 1973 : Visions of Eight
- 1974 : Madhouse
- 1975 : Le Jour du fléau
- 1976 : Marathon Man
- 1977 : Mon "Beau" légionnaire (The Last Remake of Beau Geste)
- 1979 : Yanks
- 1984 : La Déchirure
- 1986 : Mission
- 1999 : Le monde ne suffit pas

### Comme réalisateur
- 1966 : The Christmas Tree
- 1966 : Soldier '67
- 1966 : Senghenydd: Portrait of a Mining Town
- 1967 : Speaking of Britain
- 1970 : Day of Rest
- 1970 : Every Home Should Have One
- 1972 : Rentadick
- 1974 : Madhouse